# 47.ª Cumbre del G7
La 47ª cumbre del G7 se celebró del 11 al 13 de junio de 2021 en Cornualles, Reino Unido, mientras ocupa la presidencia del foro político intergubernamental del Grupo de los Siete (G7). 
Los participantes incluyeron a los líderes de los siete Estados miembros del G7, así como a representantes de la Unión Europea. El presidente de la Comisión Europea ha sido un participante permanentemente bienvenido en todas las reuniones y toma de decisiones desde 1981, mientras que el actual presidente del Consejo Europeo ha sido el co-representante de la UE desde la 36.ª cumbre del G8, organizada por Canadá en 2010.

## Líderes en la cumbre
Los asistentes incluirán a los líderes de los siete Estados miembros del G7, así como a representantes de la Unión Europea. El Presidente de la Comisión Europea ha sido un participante permanentemente bienvenido en todas las reuniones y toma de decisiones desde 1981.
| Miembros del G-7 País y líder anfitriones son mostrados en negrita. |                |                                     |                                                  |
| Miembro                                                             | Miembro        | Representado por                    | Título                                           |
| Bandera de Alemania                                                 | Alemania       | Angela Merkel                       | Canciller                                        |
| Bandera de Canadá                                                   | Canadá         | Justin Trudeau                      | Primer ministro                                  |
| Bandera de Estados Unidos                                           | Estados Unidos | Joe Biden                           | Presidente                                       |
| Bandera de Francia                                                  | Francia        | Emmanuel Macron                     | Presidente                                       |
| Bandera de Italia                                                   | Italia         | Mario Draghi                        | Primer ministro                                  |
| Bandera de Japón                                                    | Japón          | Shinzō Abe                          | Primer ministro                                  |
| Bandera del Reino Unido                                             | Reino Unido    | Boris Johnson                       | Primer ministro                                  |
| Bandera de Unión Europea                                            | Unión Europea  | Charles Michel Ursula von der Leyen | Presidente del Consejo Presidenta de la Comisión |
| Invitados (países)                                                  |                |                                     |                                                  |
| País                                                                | País           | Represenado por                     | Título                                           |
| Bandera de Australia                                                | Australia      | Scott Morrison                      | Primer ministro                                  |
| Bandera de Corea del Sur                                            | Corea del Sur  | Moon Jae-in                         | Presidente                                       |
| Bandera de la India                                                 | India          | Narendra Modi                       | Primer ministro                                  |
| Bandera de Sudáfrica                                                | Sudáfrica      | Cyril Ramaphosa                     | Presidente                                       |

## Agenda
Los temas de discusión incluyeron el desarrollo de una respuesta a la pandemia de COVID-19 y al cambio climático. El primer ministro británico, Boris Johnson, se comprometió a pedir al G7 que trabaje en un enfoque global de las pandemias para garantizar una distribución global equitativa de las vacunas COVID-19 y prevenir futuras pandemias. Propuso un plan de cinco puntos para prevenir futuras pandemias, que incluye una red mundial de centros de investigación zoonótica, el desarrollo de la capacidad de fabricación global de tratamientos y vacunas, el diseño de un sistema global de alerta temprana, el acuerdo de protocolos globales para una futura emergencia sanitaria. y la reducción de las barreras comerciales. Las naciones del G7 acordaron prometer mil millones de vacunas a otros países.
El presidente de Sudáfrica, Cyril Ramaphosa, instó al grupo a impulsar las pruebas, los diagnósticos y las vacunas de COVID-19 para ayudar a financiar el programa de la Organización Mundial de la Salud sobre esos temas.Johnson también se centró en el cambio climático, una de las principales prioridades para el Reino Unido antes de la conferencia COP26, que se celebrará en noviembre de 2021.  El Secretario de Negocios del Reino Unido, Kwasi Kwarteng, ha indicado que Johnson buscó una acción coordinada sobre impuestos fronterizos de carbono, finanzas verdes, la eliminación gradual del carbón y ayudar a los países más pobres a intensificar la acción climática. Si bien los impuestos han sido respaldados por la UE y los Estados Unidos, el embajador climático de la UE, Mark Vanhuekelen, indicó que Australia puede oponerse a las medidas. Las naciones del G7 se comprometieron a alcanzar emisiones netas cero para 2050.
Otro tema de discusión fue la coordinación internacional de políticas económicas. La secretaria del Tesoro de los Estados Unidos, Janet Yellen, ha dicho que habría un resurgimiento del multilateralismo estadounidense, centrándose en el apoyo económico continuo. Otros ministros de finanzas, incluido el ministro de Economía italiano, Daniele Franco, el ministro de Finanzas francés, Bruno Le Maire, y el canciller del Reino Unido, Rishi Sunak, también han pedido una estrecha coordinación económica sobre los planes de recuperación y las políticas económicas. También se llevaron a cabo negociaciones para reformar los impuestos corporativos de las multinacionales, y Estados Unidos acordó una fecha límite del verano para avanzar en el tema después de amenazar con imponer aranceles a los países europeos en represalia por su nuevo impuesto a las ventas digitales.  Estados Unidos también está revisando un plan para que el FMI asigne hasta £ 500 mil millones en derechos especiales de giro a sus miembros, que ha sido ampliamente respaldado por otros países pero previamente bloqueado por Estados Unidos. Los países del G7 también lanzaron la iniciativa Build Back Better World, un plan para financiar el desarrollo de infraestructura en los países de ingresos bajos y medianos.
Los funcionarios de finanzas del G7 también han apoyado la necesidad de regular las monedas digitales. El ministro de Finanzas alemán, Olaf Scholz, emitió una declaración sobre su preocupación de autorizar el lanzamiento de la criptomoneda Diem (anteriormente Libra) de Facebook en Europa. Boris Johnson declaró que su objetivo sería "desbloquear" las restricciones de viaje entre el Reino Unido y los Estados Unidos de la lista ámbar en la cumbre del G7. No está claro si se llegó a algún acuerdo. Las naciones del G7 pidieron la paz en el Estrecho de Taiwán. En respuesta a esto, un portavoz de la embajada de China en Londres declaró que "los días en que las decisiones globales eran dictadas por un pequeño grupo de países han quedado atrás". Se ha estimado que el costo de vigilar la cumbre es de 70 millones de libras esterlinas.